# Chūya Nakahara
Chūya Nakahara (中原 中也, Nakahara Chūya) (ur. 29 kwietnia 1907 w Yamaguchi, zm. 22 października 1937 w Kanagawie) – japoński poeta tworzący we wczesnym okresie Shōwa. Ukształtowany przez dadaizm i inne formy europejskiej (głównie francuskiej) poezji eksperymentalnej, był jednym z głównych odnowicieli poezji japońskiej. Chociaż zmarł młodo, napisał ponad 350 wierszy. Wielu nazywało go „japońskim Rimbaudem” ze względu na jego powiązania z francuskim poetą, którego wiersze Nakahara przetłumaczył w 1934.

## Życiorys

### Wczesne lata i początki twórczości
Kensuke Kashimura, wysoko postawiony lekarz wojskowy, poślubił Fuku Nakaharę. Gdy 6 lat po ślubie doczekali się pierwszego dziecka, Chūyi, świętowali przez trzy dni. Kensuke został przyjęty przez rodzinę Nakahara wkrótce po narodzinach syna, oficjalnie zmieniając nazwisko na Nakahara. W dzieciństwie Chūyi ojciec został wysłany do Hiroszimy i Kanazawy. Później dołączyła do niego rodzina. Wrócili do Yamaguchi w 1914. W 1917 Kensuke założył własną klinikę w miejscu, w którym obecnie znajduje się Nakahara Chūya Memorial Hall. Kensuke i Fuku Nakahara mieli, oprócz Chūyi, pięciu synów. 
Chūya jako pierworodne dziecko z jednej strony był rozpuszczany przez rodziców i w dorosłości często korzystał z pomocy rodziny, z drugiej strony musiał się mierzyć z wysokimi oczekiwaniami rodziców i karami. Wymagano od niego, by podobnie jak ojciec został lekarzem. W związku z tym Nakahara był poddany intensywnej edukacji, co utrudniło mu cieszenie się dzieciństwem. Kensuke zabronił synowi bawić się z dziećmi z innej klasy z obawy na ich wpływ moralny na dziecko. W przeciwieństwie do młodszych braci Chūyi nie wolno było kąpać się w rzece, bo rodzice bali się, że utonie. Gdy był nastolatkiem, wymierzano mu surowe kary; często bywał zmuszany do stania prosto twarzą do ściany. Za każdy nagły ruch parzono jego piętę żarem papierosa. Żeby ukarać Chūyę, ojciec uderzał go chustą. Największą karą było zamykanie w stodole na czas snu. Chūya był karany w ten sposób częściej niż pozostałe dzieci w rodzinie. Miało to przygotować go do podążenia śladami ojca i roli głowy rodziny. Mimo wszystko Chūya uważał dzieciństwo za dobry czas, do czego odwoływał się później w twórczości, przywołując dziecięce szczęście. 
Jako uczeń szkoły podstawowej Nakahara uzyskiwał wybitne wyniki i nazywano go cudownym dzieckiem. Gdy miał 8 lat, jego brat Tsugurō (o przezwisku Arō) zamarł z powodu zapalenia opon mózgowych. Nakahara powodowany żalem napisał wiersz, który później opisywał jako swój pierwszy poetycki impuls. W wieku 11 lat zaczął regularnie pisać tankę. W 1920 przesłał swoje utwory do magazynu kobiecego i lokalnej gazety. W tym samym roku z doskonałym wynikiem zdał egzamin wstępny do gimnazjum w Yamaguchi. Podczas pobytu w szkole razem ze znajomymi utworzył kolekcje złożoną z tanaki o nazwie Sugurono.  
Od momentu rozpoczęcia nauki w szkole zaczął buntować się przeciwko ojcu. Wyniki w nauce pogorszyły się, a nastolatka coraz bardziej pochłaniała literatura. Kensuke bał się jej wpływu na syna, choć sam pisał dla gazet, naśladując Mori'ego Ōgai'ego, któremu pragnął dorównać. Kolejne kary ze strony ojca i narastający bunt wpłynęły na to, że Chūya zaczął pić i palić, przez co jego wyniki w nauce pogorszyły się jeszcze bardziej.  
W 1923 nie zdał egzaminu na trzecim roku. Prawdopodobnie to planował, by wyrwać się spod wpływu ojca. Ten uznał porażkę syna za całkowite upokorzenie. Bił syna i zamknął go w stodole w zimną marcową noc. Nakahara nalegał, że nie chce wracać do szkoły. Ostatecznie ojciec przeprosił za metody, które stosował. Chūya został przeniesiony do prywatnej szkoły, Ritsumeikan Middle School w Kioto. Żył samodzielnie, ale nadal (do końca życia) na koszt rodziny.      
W Kioto zaczął pisać poezję w mniej uporządkowanym, bardziej nowoczesnym stylu. Znalazł wiele inspiracji, które ostatecznie ukształtowały go jako poetę. Przeczytał Boską Komedię Dantego w tłumaczeniu, a potem w sklepie z używanymi książkami natknął się dadaistyczną poezję Shinkichiego Takahashiego, która go poruszyła. Dadazim wpisał się w jego styl poetycki i życiowy. W Poetic CV pisał: od 1923 do października 1933 chodziłem na spacer każdego dnia. W nocy czytałem, rano spałem, w południe wstawałem, a później spacerowałem do północy.     
Nakahara zyskał przydomek „Dada-san”. W tym samym roku jesienią Chūya poznał i zaprzyjaźnił się (przez jednego ze swoich nauczycieli) z poetą Tominago Tarō. Tominaga zapoznał go z pracami Baudelaire'a, Rimbauda i Verlaine'a. Wpływ dzieł symbolizmu francuskiego (czytanych najpierw w tłumaczeniach, a później w oryginale) jest widoczny w poezji Nakahary. Jego twórczość stała się bardziej muzykalna, przypominając tym dzieła Verlaine'a. Przykład Tominagi wpłynął na decyzję Chūyi o opuszczeniu szkoły w marcu 1925 bez dyplomu.     
Chūya poznał trzy lata starszą aktorkę Yasuko Hasegawę. W kwietniu 1924 zamieszkali razem. Chūya i Yasuko, która marzyła o zostaniu gwiazdą filmową, postanowili podążyć za Tominagą do Tokio pod pretekstem nauki na miejscowym uniwersytecie. Nakahara nie mógł przystąpić do egzaminu z powodu braku dokumentów lub spóźnienia, a rodzina wymagała, by się uczył, poszedł więc do szkoły przygotowawczej. W 1926, po porzuceniu kursu przygotowawczego, o czym jego rodzice nie zostali poinformowani, Chūya rozpoczął naukę języka francuskiego w Athénée Français.     

### Późniejsze lata i twórczość
Jego wiersze uchodziły za nieco niejasne, konfesyjne, dające ogólne wrażenie bólu i melancholii – emocji, które widać w całym życiu poety. Początkowo Nakahara preferował poezję w tradycyjnym japońskim formacie tanka, ale jako nastolatkowi zaczął mu się podobać nowoczesny styl free verse propagowany przez dadaistycznych poetów Takahashi Shinkichi i Tominagę Tarō. Po przeprowadzce do Tokio poznał Kawakami Tetsutaro i Shōhei Ōokę, z którymi zaczął wydawać pismo poetyckie „Hakuchigun” („Grupa Idiotów”). Zaprzyjaźnił się z wpływowym krytykiem literackim Kobayashi Hideo, który wprowadził go we francuskich poetów-symbolistów Arthura Rimbauda i Paula Verlaine, których wiersze Nakahara przetłumaczył na język japoński. Wpływ bohemy Rimbauda na Nakaharę nie dotyczył już tylko jego poezji, ale także stylu życia, z którego Nakahara także zasłynął.  
Wczesne zainteresowanie tanką miało wpływ na późniejsze wiersze Chūyi, z których wiele było pisanych pięcio- lub siedmiozgłoskowcem, ale poeta często zmieniał rytm i wprowadzał wariacje, aby uzyskać rytmiczny, muzyczny efekt. Kilka jego wierszy zostało wykorzystanych jako teksty piosenek. Dzieła Chūyi zostały odrzucone przez wielu wydawców. Znalazł uznanie przede wszystkim w mniejszych pismach literackich, w tym w „Yamamayu”, który wydawał razem z Hideo Kobayashi (chociaż czasami magazyny „Shiki” i „Bungakukai” publikowały jego dzieła). 
W listopadzie 1925 Yasuko Hasegawa opuściła Nakaharę i zamiast tego zamieszkała z Kobayashim Hideo. Mimo tego Nakahara nie przestał się z nim przyjaźnić do końca życia. Moment ten jednak był bardzo ważny w życiu poety, bo ból po stracie pierwszej miłości towarzyszył mu przez resztę życia. Na początku dzwonił regularnie do Kobayshi'ego i Yasuko, dopóki ci nie uciekli przed jego natarczywymi próbami utrzymania kontaktu do Kamakury. 
Nakahara żył utrzymywany pieniędzmi rodziny. Gdy zawiązywał nową znajomość, miał zwyczaj przeprowadzać się w okolicę znajomego i ciągle go odwiedzać. Jego koledzy często szybko tracili cierpliwość do jego przekory, egoizmu i ekscentrycznych, dadaistycznych zachowań, i zrywali z nim znajomość. Nakahara bywał czarujący, gdy przebywało się z nim w pojedynkę, ale w grupach trzyosobowych lub większych stawał się apodyktyczny. Jako osoba zażywająca duże ilości alkoholu miał tendencje do prorokowania bójek. Choć był niski i miał delikatną budowę ciała, zazwyczaj najczęściej się go bano. 
W grudniu 1927 przez Kwakami'ego Nakahara poznał grupę muzyczną Suruya i kompozytora Saburō Moroi, który później zaadaptował wiele utworów Nakahary, takich jak Asa no Uta (朝の歌, Pieśń poranna) i Rinjū (臨終, Łóżko śmierci). W tym samym roku w maju Kobayashi zakończył swój związek z Yasuko. Nakahara próbował ją odzyskać, ale został ponownie odrzucony. W tym samym roku pod silnym wpływem alkoholu zbił oświetlenie drzwi mieszkania urzędnika. Został zamknięty w komórce celnej na dwa tygodnie, co spowodowało rozwinięcie się w nim chronicznego strachu przed policją. 
W kwietniu 1931 Chūya został przyjęty do Tokyo Foreign Language College w Kanda na naukę języka francuskiego. Uczył się do marca 1933. Planował wyjazd do Francji, ale zaniechał go z powodu tęsknoty za Yasuko. 
W grudniu 1930 Yasuko, która weszła w nowy związek po odejściu Kobayshi'ego, urodziła dziecko, które Nakahara darzył uczuciem jak własne. Zachowywał się w stosunku do niego jak ojciec chrzestny. Kolejny z braci Nakahary, Kōzō, zmarł w 1931.
W kwietniu 1932 Nakahara zaczął edytować pierwszą kolekcję wierszy Tagi no Uta (Goat Songs), zawierającą 44 utwory napisane w latach 1924–1930, z których 10 pojawiło się już wcześniej w różnych magazynach. Tytuł mógł być inspirowany faktem, że Nakahara urodził się w Roku Owcy, a poza tym przez mały podbródek i sterczące uszy czuł powiązanie z kozami i owcami. Żaden wydawca nie ocenił jego pracy wystarczająco wysoko, żeby wesprzeć publikację, wiec Nakahara zaczął myśleć o wydaniu wierszy własnym sumptem.   
W grudniu 1933 Nakahara poślubił Takako Ueno, daleką krewną. Ich pierwszy syn Fumiya urodził się w październiku 1934 i zmarł w listopadzie 1936 z powodu gruźlicy, co doprowadziło Nakaharę do załamania nerwowego. Nigdy w pełni nie doszedł do siebie, nawet mimo narodzin drugiego syna w grudniu 1936. Wiele z jego późniejszych wierszy wydaje się być wspomnieniem zmarłego dziecka i próbą złagodzenia bólu po jego stracie. Spring will come again to smutny utwór; w Spring Day's Caprice podmiot liryczny pogrąża się w żałobie i pisze, żeby nie żyć zbyt radośnie i nie zbyt smutno, we właściwym tempie. Wiersze Moonlight oraz Frogs' Voices skomponował w roku śmierci syna.
W styczniu 1937 Nakahara był hospitalizowany w sanatorium Chiba. W lutym został zwolniony i przeniesiony do Kamakura, ponieważ nie mógł znieść dalszego życia w domu, który przypominał mu o pierwszym synu. Wiele prac zostawił u Kobayashiego i planował powrót do rodzinnego miasta Yamaguchi. W październiku 1937 nagle zmarł na gruźlicze zapalenie opon mózgowo-rdzeniowych. Niedługo potem na tę samą chorobę zmarł jego drugi syn. Grób Chūyi znajduje się w jego rodzinnym mieście Yamaguchi. Pojawia się w wierszu Cykady (蟬, Semi).

## Dziedzictwo
Nakahara miał tendencję do wplatania w swoje utwory abstrakcyjnych elementów albo nic nie znaczących dźwięków, niemal zawsze z intencją uzyskania emocjonalnego albo estetycznego powiązania lub skojarzenia. Nie uważał subiektywności swoich dzieł.  
Tylko jedna z jego antologii poezji, Yagi no Uta (山羊の歌, Poems of the goat, 1934), została opublikowana za jego życia (w dwustu egzemplarzach, których wydanie sam sfinansował). Tuż przed śmiercią zredagował drugą antologię, Arishi Hi no Uta (在りし日の歌, Songs of Bygone Days, 1938). 
Za życia Nakahara nie zaliczał się do głównego nurtu poetów japońskich. Od II wojny światowej zainteresowanie poetą wzrosło. Współcześnie jest uważany za jednego z najlepszych japońskich poetów XX wieku. Emocjonalny i liryczny charakter jego wierszy po dziś spotyka się z szerokim i rosnącym zainteresowaniem, zwłaszcza pośród młodych ludzi. O Nakaharze uczy się w japońskich szkołach, a jego portret w kapeluszu z pustym spojrzeniem jest powszechnie rozpoznawalny. 
Kobayashi Hideo, któremu na łożu śmierci Nakahara powierzył rękopis Arishi Hi no Uta, był odpowiedzialny za pośmiertną promocję dzieł poety. Z kolei Ooka Shohei zajął się zbieraniem i redagowaniem Dzieł Wszystkich Nakahary Chūyi, zbioru zawierającego wiersze poety, jego dzienniki i wiele listów. 
W 1996 miasto Yamaguchi (przy wsparciu wydawców Seidosha i Kadokawy Shoten) ustanowiło nagrodę literacką Nakahara Chūyi. Nagroda przyznawana jest corocznie wybitnemu zbiorowi poezji współczesnej charakteryzującej się świeżą wrażliwością (shinsen na kankaku). Zwycięzca otrzymuje nagrodę pieniężną w wysokości 1 miliona jenów. Przez kilka lat zwycięska kolekcja była również publikowana w tłumaczeniu na język angielski, ale w ostatnich latach organizatorzy przestali tłumaczyć zwycięską pracę. 
Piosenkarz acidowo-folkowy, Kazuki Tomokawa, nagrał dwa albumy zatytułowane Ore no Uchide Nariymanai Uta i Nakahara Chuya Sakuhinnshu. Jako tekstów piosenek użył wierszy Nakahary.

## Wybrane utwory
- Nakahara Chuya, Poems of Days Past (Arishi hi no uta), 2005, ISBN 1-928948-08-1
- Nakahara Chuya, Poems of the Goat, 2002, ISBN 1-928948-08-1, ISBN 1-928948-04-9
- Nakahara Chuya, The poems of Nakahara Chūya, 1993, ISBN 978-0852442555
- Kurahashi Ken’ichi. Shinso no jojo: Miyazawa Kenji to Nakahara Chuya (Miyazawa Kenji ron sosho), Yadate Shuppan, 1992, ISBN 4-946350-02-0
- Shohei Ooka, Nakahara Chuya, Kodansha 1989, ISBN 4-06-196037-7
- Ken Aoki, Nakahara Chuya – Eternal Autumn, Kawade Shobo Shinsha 2004, ISBN 4-309-01611-1
- Nakahara Kurō. Sea Journey, Shōwa Shuppan 1976.

## Wpływ na popkulturę
Postać o imieniu i nazwisku Chūyi Nakahary pojawia się w mandze Bungou Stray Dogs – Bezpańscy literaci napisanej przez Kafkę Asagiri i zilustrowanej w anime o tym samym tytule przez Sango Harukawę. Postać jest inspirowana wyglądem i usposobieniem poety.  

## Galeria

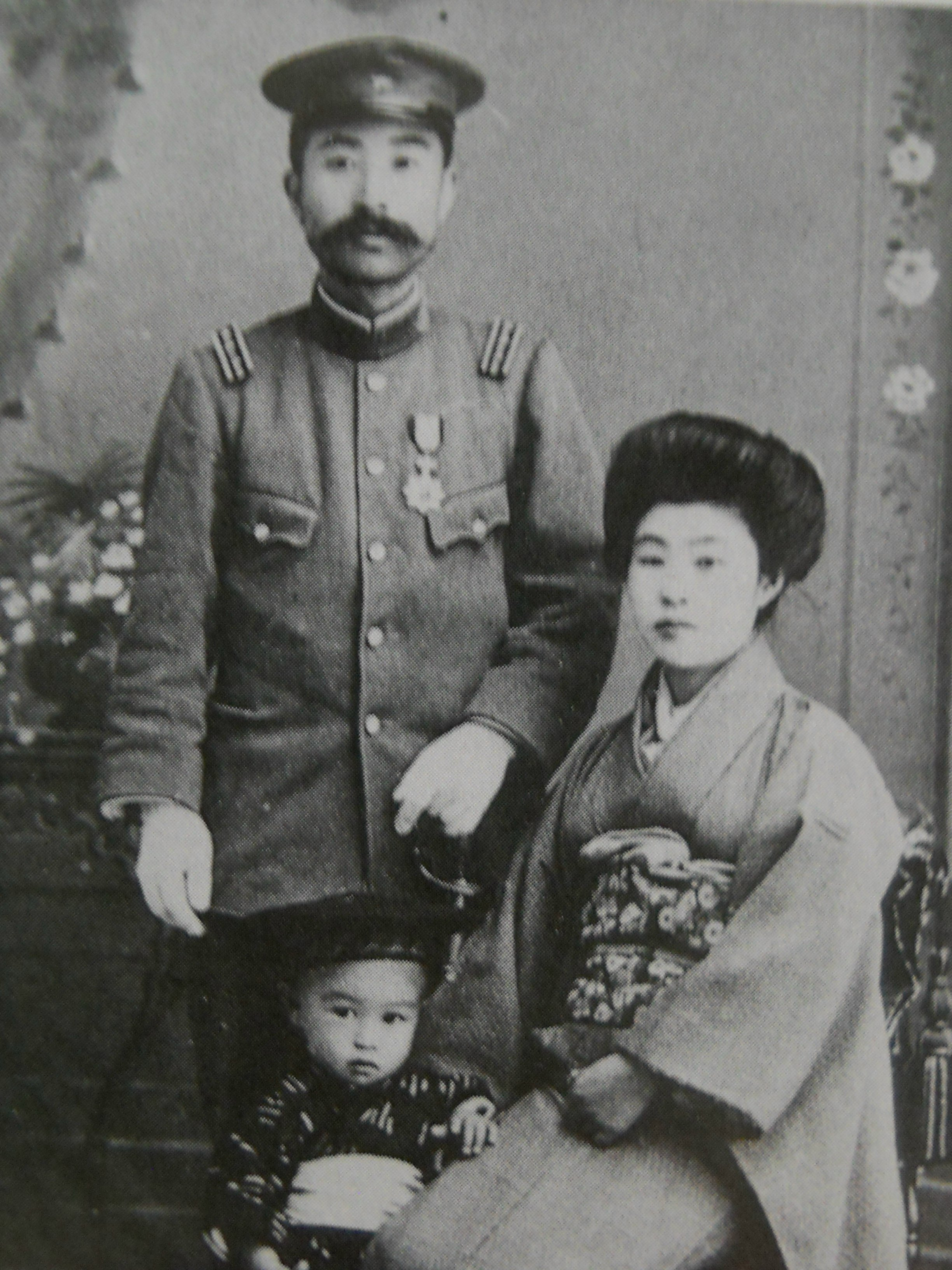
Chūya Nahakara z rodzicami, 1910
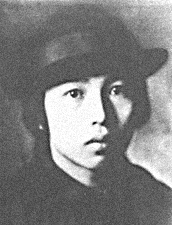
Najsłynniejsze zdjęcie Chūyi Nahakary
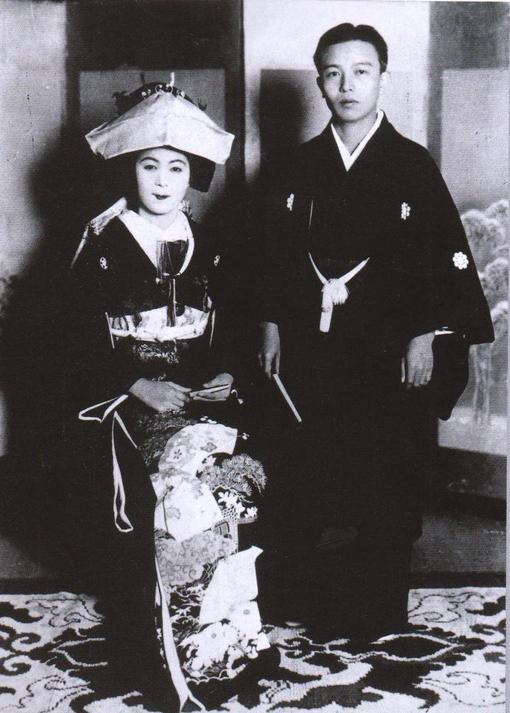
Z żoną Takako Ueno, 1933
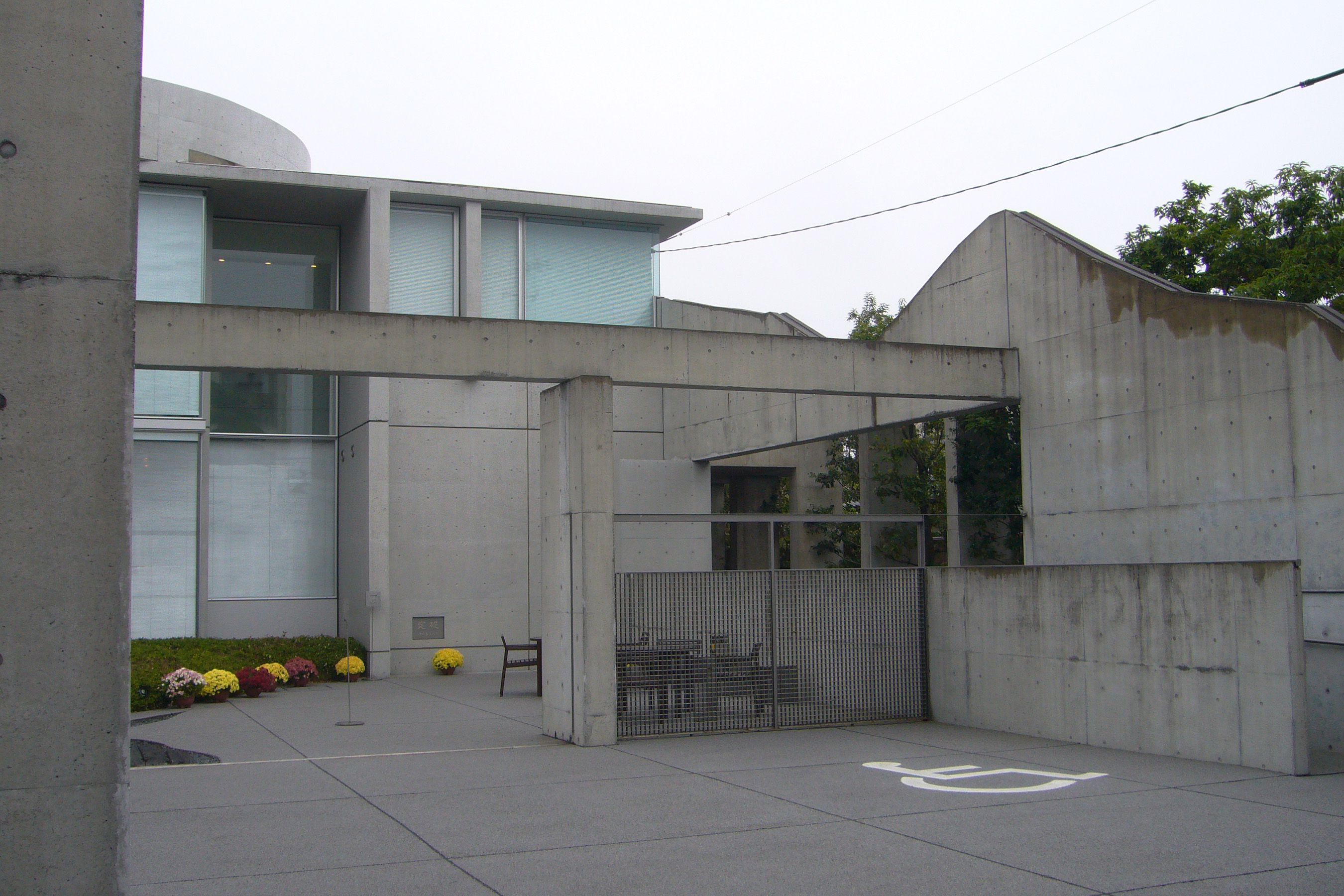
Nakahara Chūya Memorial Hall